# Duché de Durazzo
1205–1213
Le duché de Durazzo est une colonie d'outre-mer de courte durée de la république de Venise, englobant la ville portuaire de Durazzo (Durrës moderne en Albanie) et ses environs. Il a été créé en 1205, à la suite de la dissolution de l'empire byzantin à la suite de la quatrième croisade, et a duré jusqu'à ce qu'il soit repris par le despotat byzantin d'Épire en 1213.

## Contexte
À la fin du XIe et au XIIe siècle, la ville de Durazzo et sa province (le thème de Dyrrhachium) s'étaient élevées pour assumer une grande importance stratégique pour l'Empire byzantin. La ville était la « clef de l'Albanie », le terminus ouest de la Via Egnatia et le principal point d'entrée pour le commerce, mais aussi pour les invasions normandes, venues d'Italie, et était idéalement placée pour contrôler les actions des souverains slaves de la Balkans occidentaux.

## Création et fin
Après le sac de Constantinople par la quatrième croisade et la dissolution de l'empire byzantin en 1204, la ville est à gagner. Dans le traité de partage entre les croisés, la république de Venise obtient la reconnaissance de ses revendications sur les provinces byzantines les plus occidentales, qui sont cruciales compte tenu des intérêts vénitiens vitaux dans la mer Adriatique. Cependant, la revendication est rapidement appliquée, de peur que d'autres, et principalement les principaux rivaux des Vénitiens, les Génois, ne l'occupent en premier. En conséquence, à l'été 1205, la flotte vénitienne transportant le nouveau patriarche latin de Constantinople à son siège, attaque et capture également Durazzo et Corfou.
A Durazzo, les Vénitiens rencontrent peu d'opposition et l'un des capitaines, Marino Vallaresso, estnommé gouverneur de Durazzo avec le titre de duc, signe de la valeur que les Vénitiens accordaient à leur nouvelle possession. Pour la même raison, ils ont insisté sur la nomination de l'archevêque catholique romain de la ville, qui a remplacé le précédent prélat grec orthodoxe, directement par Venise, sans l'implication du pape.
Bien que les Vénitiens aient également revendiqué la région continentale de l'Épire, ils ne se sont pas déplacés pour en établir le contrôle. Par conséquent, la région passa sous la domination d'un aristocrate grec byzantin, Michael I Komnenos Doukas, qui y établit sa propre principauté, le despotat d'Épire. Le pouvoir de Doukas grandit rapidement et il contrôle bientôt tout le continent entre le duché vénitien de Durazzo et le golfe de Corinthe au sud. Incapables et peu disposés à entreprendre l'effort nécessaire face à lui, les Vénitiens préférèrent conclure un traité de compromis avec Doukas en juin 1210, qui le reconnait comme souverain de l'Épire, mais comme vassal nominal de Venise, qui revendique ce territoire depuis 1204. Ce traité était opportun pour Doukas, mais ne signifiait pas l'abandon de ses propres desseins sur Durazzo : en 1213, ses forces s'emparent de la ville, mettent fin à la présence vénitienne et restituent un archevêque grec orthodoxe au siège local. Peu de temps après, les forces de Doukas prennent Corfou et se déplacent pour étendre son règne sur l'Albanie et la Macédoine occidentale, capturant la seigneurie de Croia et poussant jusqu'aux frontières de Zeta.

## Conséquences
En 1216, les Vénitiens se tournent vers le nouvel empereur latin, Pierre II de Courtenay, pour les aider à récupérer Durazzo. Pierre débarque à Durazzo en 1217, mais bien qu'il ait peut-être brièvement récupéré la ville, il est bientôt vaincu et capturé par le demi-frère et successeur de Michael Doukas, Théodore Ange Doukas Comnène, et la ville revient aux mains des Epirotes. 
Après la conquête épirote, la ville décline en tant qu'entrepôt pour le commerce, car les Vénitiens déplacent leur commerce à Raguse à la place.
La ville continue à changer de mains aux XIIIe et XIVe siècles entre les Grecs d'Épire et l'Empire byzantin paléologue restauré, les Angevins de Naples et les Serbes. Venise reprend possession de la ville en 1392, la tenant jusqu'à ce qu'elle soit conquise par l'Empire ottoman en 1501.